# Zoo Tycoon
Zoo Tycoon è un videogioco gestionale di simulazione sviluppato da Blue Fang e distribuito da Microsoft, in cui il giocatore dovrà creare, mantenere e sviluppare uno zoo. Sebbene sia stato distribuito per la prima volta per Microsoft Windows e Macintosh nel 2001, è stato portato anche su Nintendo DS, nel 2005. Il gioco base ha anche ricevuto due pacchetti espansione, Dinosaur Digs e Marine Mania, usciti nel 2002. Il successo della serie Zoo Tycoon ha portato ad un sequel, Zoo Tycoon 2, uscito nel 2004.

## Modalità di gioco
L'obiettivo di Zoo Tycoon è creare uno zoo fiorente costruendo recinti per accogliere gli animali e mantenere felici sia visitatori che animali. Il giocatore ha a disposizione un appezzamento di terra, inizialmente vuoto, presentato secondo una visuale isometrica. La costruzione dei recinti è uno degli obiettivi primari di Zoo Tycoon. Per mantenere felici gli ospiti e gli animali, i recinti dovranno essere adatti all'animale; ad esempio, un leone è più adatto all'ambiente della savana. Le scelte di terreno, fogliame, rocce, rifugi, recinzioni, giocattoli e la presenza di guardiani dello zoo contribuiscono all'idoneità di un habitat e alla felicità dell'animale. La felicità degli ospiti dipende dalla scelta degli animali, dalla felicità degli animali, dagli edifici e dal paesaggio. Gli edifici includono bagni, ristoranti e stand gastronomici, negozi, rettilari, voliere ed edifici di intrattenimento, come cinema. Lo scenario coinvolge l'estetica che aumenta leggermente la felicità degli ospiti, come l'arte topiaria, i pali della luce e le panchine. Mantenere alta la felicità degli animali e degli ospiti consente al giocatore di ottenere premi in denaro e mantenere un reddito costante. Per aiutare a gestire lo zoo in espansione, i giocatori possono assumere addetti alla manutenzione, guardiani e guide turistiche. Se gli animali scappano dai loro recinti, possono attaccare e possibilmente uccidere ospiti e dipendenti.
Esistono tre modalità di gioco: Tutorial, Scenario e Sandbox. Il tutorial insegna al giocatore come costruire recinti e rendere felici gli ospiti. La modalità Scenario prevede che il giocatore completi una serie di obiettivi con restrizioni. Questi obiettivi possono includere il raggiungimento di un determinato ospite e la felicità degli animali, il raggiungimento di una certa idoneità espositiva, l'esposizione di un certo numero di animali o l'allevamento di un determinato animale. Sandbox consente al giocatore di scegliere la quantità di denaro e la mappa con cui iniziare. Vengono presentati con un lotto aperto e una selezione limitata di animali, edifici e scenari disponibili per l'acquisto. Man mano che il gioco procede, sempre più animali e oggetti vengono sbloccati. È possibile ricercare animali e oggetti aggiuntivi, in cui viene investito denaro per sbloccarli.

## Sviluppo
Blue Fang Games, inizialmente, aveva pensato alla realizzazione di un gioco di simulazione in cui il giocatore avrebbe gestito un aeroporto, prima che l'idea fosse respinta dal CEO Hank Howie, citando che rispetto a luoghi come i parchi a tema, gli aeroporti non sono "divertenti". Il team rivolse quindi la propria attenzione verso un gioco di simulazione di zoo, cominciando rapidamente ad avviare ricerche sulla cura e il comportamento degli animali, inviando artisti, animatori e sviluppatori negli zoo intorno all'area di Boston e allo zoo di San Francisco. Il team apprese come funzionano realmente gli zoo per capire dove potevano prendersi alcune libertà creative, citando che durante lo sviluppo di Marine Mania, il team diede ai delfini la possibilità di eseguire trucchi che non erano del tutto realistici, solamente perché pensavano che fosse "più divertente". Il team di sviluppo ha anche cercato attentamente di trovare un equilibrio tra l'esperienza videoludica ed insegnamenti sulla conservazione, citando gli sforzi educativi compiuti nei giardini zoologici reali.

## Espansioni e animali
Zoo Tycoon venne creato sulla scia del successo del gioco Hasbro Interactive del 1999 RollerCoaster Tycoon, che vendette bene per molti anni. Zoo Tycoon ebbe abbastanza successo da consentire a Microsoft e Blue Fang Games di pubblicare due espansioni: Dinosaur Digs, che aggiungeva oggetti e animali a tema preistorico, comprese creature mitologiche, e Marine Mania, che aggiungeva oggetti e animali a tema acquatico. Solo la prima espansione è stata tradotta in italiano.
Il gioco base Zoo Tycoon presenta un roster base di 30 animali, principalmente grandi mammiferi, uccelli terricoli e grossi rettili, di cui il giocatore dovrà prendersi cura, costruendo un habitat da zero, rispettando le necessità delle varie specie.
Gioco base:
Elefante africano · Babbuino verde · Zebra delle pianure · Rinoceronte nero · Gazzella di Thomson · Gnu · Giraffa · Bufalo africano · Ippopotamo · Leone africano · Ghepardo · Leopardo · Iena maculata · Fenicottero rosa · Struzzo · Facocero · Canguro rosso · Bisonte americano · Orso nero americano · Alce · Tigre siberiana · Orso grizzly · Lupo grigio · Mandrillo · Scimpanzé · Gorilla · Okapi · Tigre bianca del Bengala · Tigre del Bengala · Pantera nera · Leopardo nebuloso · Giaguaro · Formichiere gigante · Markhor · Leopardo delle nevi · Panda gigante · Stambecco · Bighorn americano · Orso polare · Lupo artico · Pinguino imperatore · Orice gazzella · Dromedario · Coccodrillo marino · Otaria della California
All'interno del gioco base è possibile ottenere anche l'unicorno e Triceratops, rinominando dei recinti con degli speciali codici. Al gioco base erano aggiungibili anche alcuni animali e contenuti scaricabili che comprendevano: licaone, orso nero asiatico, elefante asiatico, antilope cervicapra, bongo, lama, lupo grigio messicano, puma, renna, antilope nera, yeti e Magnet.

### Dinosaur Digs
Uscito il 19 maggio 2002, Dinosaur Digs include 20 nuovi animali preistorici tra cui scegliere, nonché oggetti ed edifici a tema preistorico. Inoltre sono stati introdotti nuovi tipi di recinzioni elettriche per ospitare gli animali, e vegetazione preistorica. Come nel gioco precedente, è possibile ricercare animali estinti, fogliame e una migliore cura per i dinosauri. Ogni dinosauro viene adottato come uovo. Il gioco introduce un nuovo membro dello staff, lo scienziato, che si prende cura dell'uovo e, una volta schiuso, del dinosauro stesso.
Nonostante il giocatore possa acquistare recinzioni elettrificate per mantenere i dinosauri, è comunque possibile che possano scappare. Se un dinosauro scappa, il giocatore dovrà assumere una squadra di recupero dinosauri per trovarlo e tranquillizzarlo in modo che possa essere ricatturato e riportato nel proprio recinto.
Ankylosaurus · Bradipo terricolo gigante · Macrauchenia · Tyrannosaurus · Styracosaurus · Apatosaurus · Iguanodon · Plateosaurus · Spinosaurus · Kentrosaurus · Lambeosaurus · Camptosaurus · Stegosaurus · Gallimimus · Velociraptor · Caudipteryx · Herrerasaurus · Allosaurus · Coelophysis · Tigre dai denti a sciabola · Mammut lanoso · Tartaruga gigante · Rinoceronte lanoso · Deinosuchus · Plesiosaurus · 

### Marine Mania
Marine Mania è il secondo pacchetto espansione del gioco in cui i giocatori possono creare e gestire acquari e habitat subacquei, o unire vasche acquatiche con habitat terrestri tradizionali. L'espansione venne distribuita il 17 ottobre 2002. Sono disponibili tutorial interattivi e specialisti marini virtuali per aiutare i giocatori a mantenere la felicità degli animali. Inoltre, sono stati aggiunti 10 nuovi scenari. Il pacchetto di espansione offre la possibilità di creare spettacoli con determinati animali marini contrassegnati da una stella.
Squalo mako · Squalo martello maggiore · Squalo tigre · Manta gigante · Tartaruga verde comune · Barracuda maggiore · Squalo balena · Pesce sega comune · Beluga · Narvalo · Balena della Groenlandia · Tricheco · Elefante marino settentrionale · Lamantino dei Caraibi · Polpo gigante del Pacifico · Focena comune · Lontra marina · Murena verde · Pesce spada · Tonno rosso · Orca · Tursiope · Megattera · Capodoglio · Squalo bianco · Medusa criniera di leone · Calamaro gigante · Sirena
Alla fine, Microsoft ha raggruppato i pacchetti delle espansione con Zoo Tycoon per creare Zoo Tycoon Complete Collection come aveva fatto Hasbro per RollerCoaster Tycoon. In Italia, venne distribuita una versione in cofanetto contenente il gioco originale e le due espansioni, ma solo in inglese. Ciò aveva la funzionalità sia dei pacchetti di espansione che dei contenuti bonus, che comprendevano nuovi animali ottenibili solamente con la Complete Collection, come cavallo di Przewalski, Bigfoot, capricorno del Giappone, varano di Komodo, tapiro della Malesia, orango del Borneo e il mostro di Loch Ness.

## Accoglienza
| Testata                           | Giudizio       |
| --------------------------------- | -------------- |
| GameRankings (media al 21-5-2012) | 68.74%         |
| Metacritic (media al 20-11-2007)  | 68/100         |
| Computer Games Magazine           | 4.5/5          |
| Computer Gaming World             | 3.5/5          |
| Game Informer                     | 7.5/10 8.75/10 |
| IGN                               | 6.9/10         |
| Macworld                          | 4/5            |
| MacHome Journal                   | 4/5            |

Eric Bratcher ha recensito la versione PC del gioco per Next Generation, valutandola con tre stelle su cinque definendolo "Un piacevole diversivo, ma profondo come una pozzanghera e frustrantemente schizzinoso".
Zoo Tycoon venne accolto con recensioni contrastanti o positive, ottenendo una media di 68 su 100 su Metacritic.
Zoo Tycoon e la sua Complete Collection hanno ottenuto numerosi premi e riconoscimenti, ottenendo il Bologna New Media Prize, nel 2002. Zoo Tycoon: Complete Collection ricevette il Parents' Choice Foundation Gold Award - 2003, l'AIAS Computer Family Title of the Year Interactive Achievement Award - 2004, la scelta dell'insegnante scolastico per genitori e figli - 2004 e il premio All Star per bambini Software Revue - 2004.

### Vendite
Zoo Tycoon fu un successo commerciale. Entro un anno dalla sua uscita, il gioco superò il milione di copie vendute. Nell'ottobre 2003, le vendite globali avevano superato i 2,5 milioni di copie, o 3 milioni se raggruppate con i suoi pacchetti di espansione. Il gruppo NPD lo ha dichiarato l'ottavo gioco per computer più venduto del 2002, e l'11° più venduto del 2003. NPD ha continuato a classificare Zoo Tycoon: Complete Collection classificandolo al decimo posto per il 2004, 16° nel 2005 e 12° nel 2006.
Solo negli Stati Uniti, Zoo Tycoon ha venduto 1,1 milioni di unità e ha guadagnato $ 28,2 milioni nell'agosto 2006. Era tra i 15 giochi per computer più venduti del paese in assoluto nel luglio 2004, ed Edge lo ha classificato come il quinto gioco per computer più venduto del paese, pubblicato tra gennaio 2000 e agosto 2006. Zoo Tycoon ha anche ricevuto un premio per le vendite "Gold" dalla Entertainment and Leisure Software Publishers Association (ELSPA), indicando vendite di almeno 200.000 copie nel Regno Unito; e una certificazione "Gold" dal Verband der Unterhaltungssoftware Deutschland (VUD), per vendite di almeno 100.000 unità in Germania, Svizzera e Austria.
La serie Zoo Tycoon, incluso l'originale Zoo Tycoon, ha superato i 4 milioni di copie nelle vendite globali entro luglio 2004. Oltre 2 milioni di copie della serie sono state vendute solo negli Stati Uniti entro quella data. Le vendite di serie nel paese sono salite a 2,9 milioni di unità entro l'agosto 2006.

## Seguiti
Grazie al successo ricevuto dalle vendite di Zoo Tycoon, Blue Fangs pubblicò un seguito nel novembre 2004: Zoo Tycoon 2. Sebbene inizialmente contenesse meno animali rispetto all'originale, sono stati introdotti più animali nei suoi pacchetti espansione: Zoo Tycoon 2: Endangered Species, Zoo Tycoon 2: African Adventure, Zoo Tycoon 2: Marine Mania e Zoo Tycoon 2: Extinct Animals. Le prime due espansioni vennero raggruppate in Zoo Tycoon 2: Zookeeper Collection; invece tutte le espansioni vennero poi raggruppate in Zoo Tycoon 2 Ultimate Collection.
Nel 2013, venne pubblicata un gioco dallo stesso titolo prodotto da Frontier Developments, Zoo Tycoon, per Xbox One.
Nel 2019, sempre Frontier Developments  pubblicò un successore spirituale alla saga di Zoo Tycoon, chiamato Planet Zoo, uscito il 5 novembre 2019 per Microsoft Windows.